# Anthemios van Tralles
Anthemios van Tralles (Grieks: Ἀνθέμιος από τις Τράλλεις) (Tralles (huidig Aydın), ca. 474 - Constantinopel, circa 534) was een Byzantijns wiskundige, fysicus en architect.
Anthemios was de zoon van een vermaard arts, Stephanos, in Tralles (Lydië). Samen met Isidorus van Milete bouwde Anthemios van 532 tot 537 de kerk Hagia Sophia in Constantinopel, in opdracht van keizer Justinianus. Volgens de geschiedschrijver Procopius van Caesarea hadden beide bouwmeesters de leiding over het werk.
Waarschijnlijk heeft hij ook meegewerkt aan de Hagios Sergios en de Bakchos, eveneens in Constantinopel. Als fysicus experimenteerde hij met waterdamp en paraboolspiegels. Enkele fragmenten van geschriften op dit gebied zijn aan hem toegeschreven.

Hagia Sophia
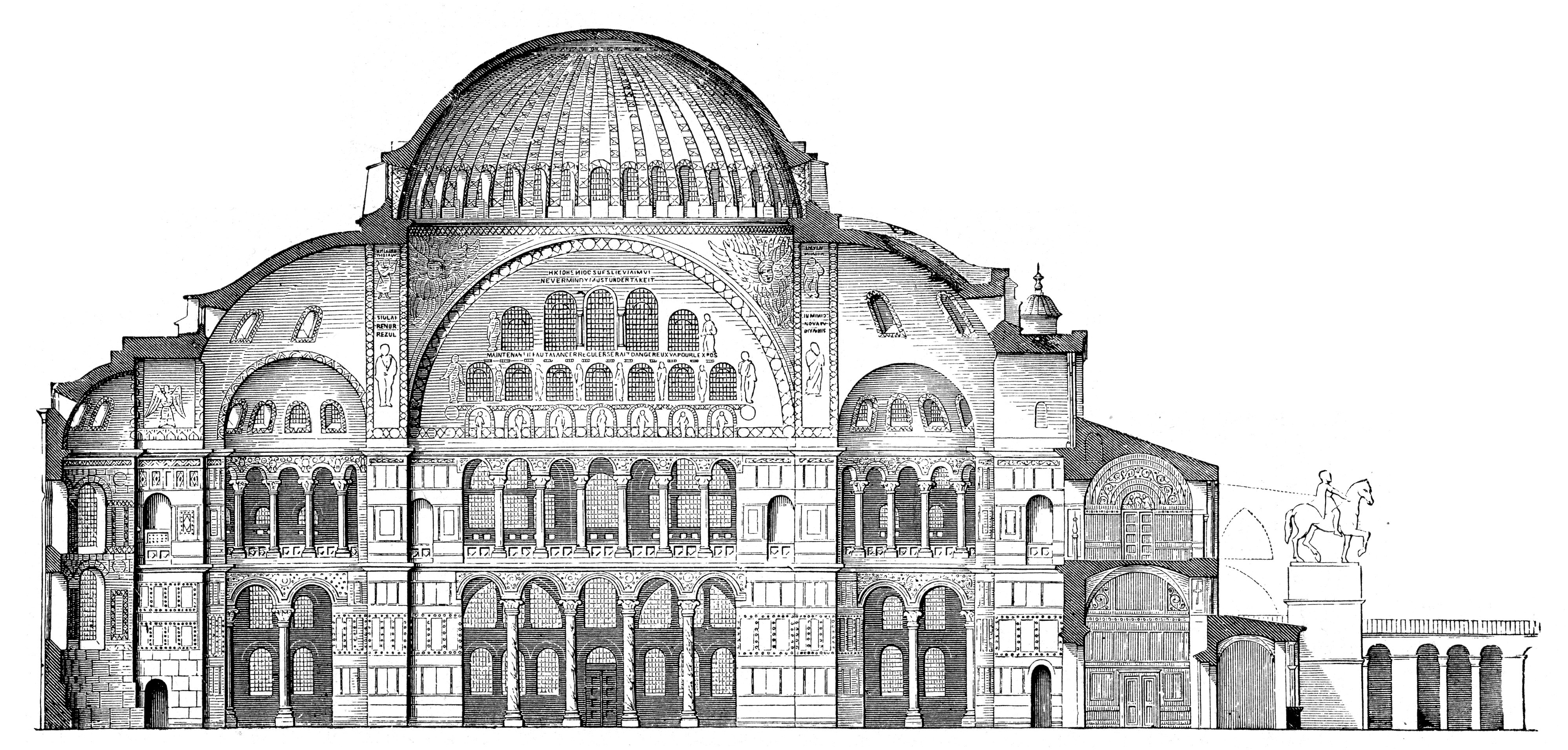
Doorsnede van Hagia Sophia
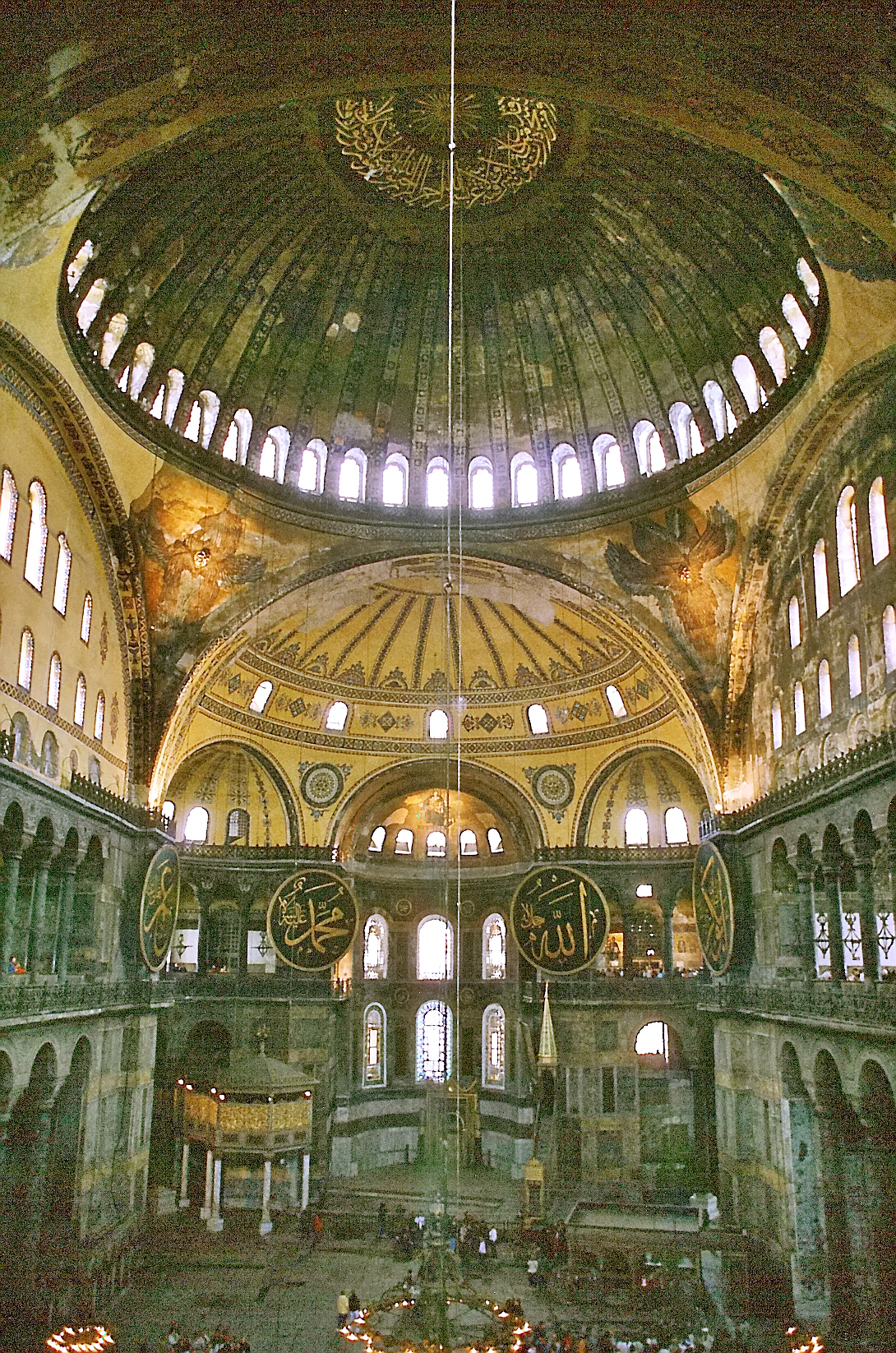
Interieur Hagia Sophia
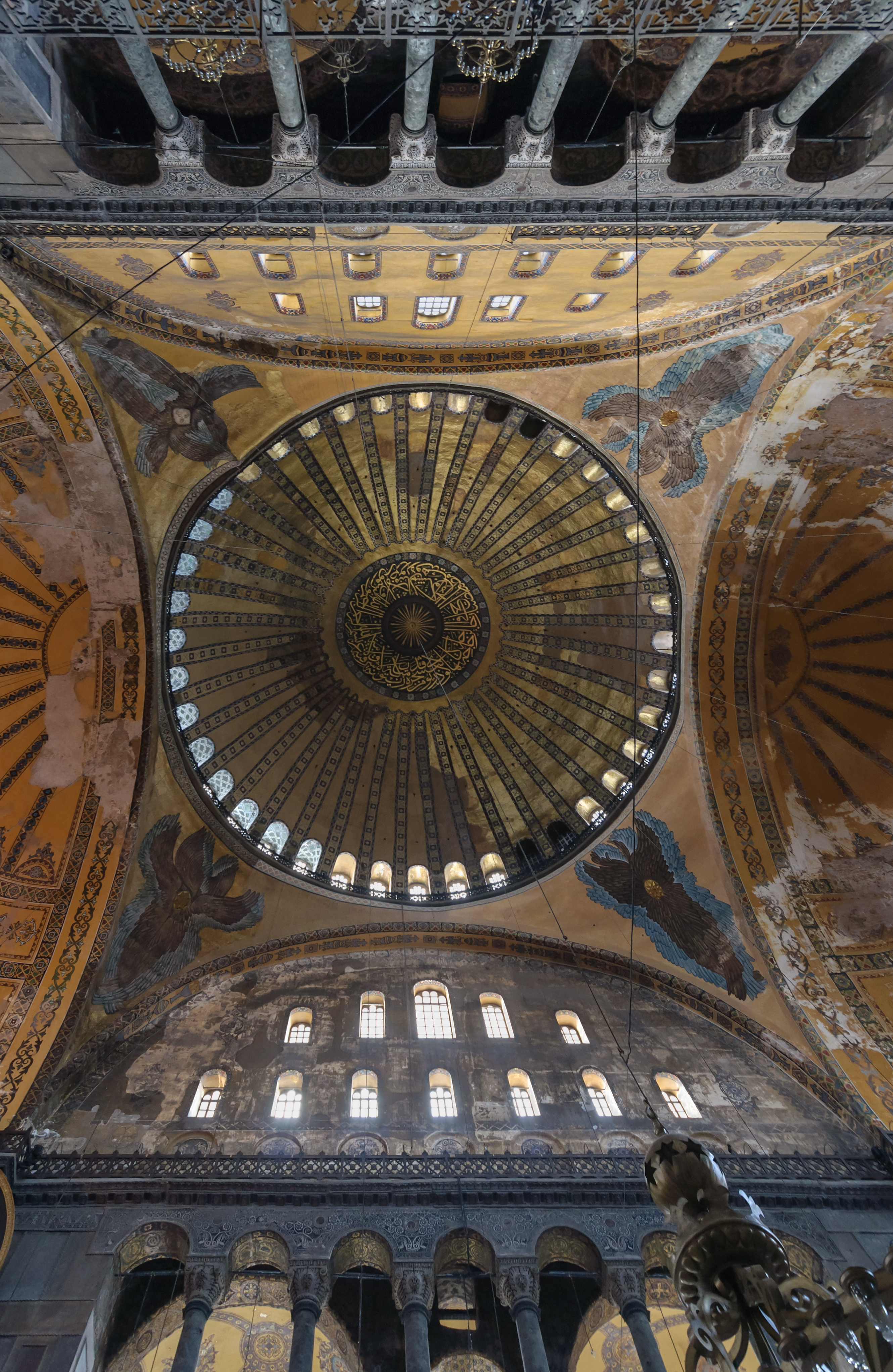
Koepel Hagia Sophia